# Col des Montets
Col des Montets (1.461 m.o.h.) er et bjergpas på grænsen mellem Haute-Savoie i Frankrig og Schweiz. Passets højeste punkt ligger i Frankrig. Udgangspunkt for bjergpasset er Arve-dalen (fransk: Vallée de l'Arve). Landevejen D1506 krydser passet fra Frankrig ved byen Argentiére i dalen ved Chamonix. Passet går til Col de la Forclaz i Schweiz og derfra er der adgang videre til byen Martigny i Schweiz.

## Galleri
- Mont Blanc-massivet set fra passet
- Bjerget Aiguille Verte

## Tour de France
Passet var en del af 16. etape i 1977.